# نارسيسو كوستا
نارسيسو كوستا هو عداء سريع برازيلي، ولد في 21 يونيو 1903، وتوفي في 2 فبراير 1966.

## وصلات خارجية
- نارسيسو كوستا على موقع أوليمبيديا (الإنجليزية)